# بهلاء
 شهرستان بهلا (به عربی:  ولایة بهلا ) یکی از شهرستانهای استان داخلیه در کشور پادشاهی عمان است. تاریخ تأسیس شهر (بهلاء) به پیش از اسلام بر می‌گردد.

## جمعیت
جمعیت آن در حدود ۵۱۲۳۹ هزار نفر می‌باشد.